# Welsh International 1934
Die Welsh International 1934 fanden Anfang Dezember 1934 in Llandudno statt. Es war die achte Auflage dieser internationalen Meisterschaften von Wales im Badminton.

## Finalresultate
| Disziplin    | Sieger                             | Finalist                      | Ergebnis          |
| ------------ | ---------------------------------- | ----------------------------- | ----------------- |
| Herreneinzel | Raymond M. White                   | Willoughby Hamilton           | 3:15, 15:4, 15:11 |
| Dameneinzel  | Thelma Kingsbury                   | Alice Teague                  | 11:8, 11:6        |
| Herrendoppel | Willoughby Hamilton Ian Maconachie | James Rankin B. Orr           | 15:10, 15:9       |
| Damendoppel  | Betty Uber Thelma Kingsbury        | Alice Teague L. W. Myers      | 15:10, 15:8       |
| Mixed        | B. P. Cook Betty Uber              | Ian Maconachie Marian Horsley | 11:15, 15:2, 15:6 |